# Grand Prix d'Isbergues féminin 2020
La 3e édition du Grand Prix d'Isbergues féminin a eu lieu le 20 septembre 2020. La course fait partie du calendrier international féminin UCI 2020 en catégorie 1.2. Elle est remportée par l'Australienne Chloe Hosking.

## Récit de course
La course s'est conclue au sprint.

## Classements

### Classement final
| \| Classement général \| Classement général \| Classement général \| Classement général \| Classement général \| \| Coureuse \| Coureuse \| Pays \| Équipe \| Temps \| \| ------------------ \| -------------------------- \| ------------------ \| ---------------------------------- \| ------------------ \| \| 1re \| Chloe Hosking \| Australie \| Rally Cycling \| 2 h 59 min 33 s \| \| 2e \| Chiara Consonni \| Italie \| Valcar-Travel & Service \| + 0 s \| \| 3e \| Lauren Kitchen \| Australie \| FDJ-Nouvelle Aquitaine-Futuroscope \| + 0 s \| \| 4e \| Gladys Verhulst \| France \| Arkéa Pro Cycling Team \| + 0 s \| \| 5e \| Karlijn Swinkels \| Pays-Bas \| Parkhotel Valkenburg \| + 0 s \| \| 6e \| Amber van der Hulst \| Pays-Bas \| Parkhotel Valkenburg \| + 0 s \| \| 7e \| Blanka Vas \| Hongrie \| Doltcini-Van Eyck-Proximus \| + 0 s \| \| 8e \| Ceylin del Carmen Alvarado \| Pays-Bas \| Ciclismo Mundial \| + 0 s \| \| 9e \| Femke Markus \| Pays-Bas \| Parkhotel Valkenburg \| + 0 s \| \| 10e \| Alice Barnes \| Royaume-Uni \| Canyon-SRAM Racing \| + 0 s \| |                            |             |                                    |                 |
| |                            |             |                                    |                 |
| Source : ProCyclingStats |                            |             |                                    |                 |
| Classement général |                            |             |                                    |                 |
| Coureuse | Coureuse                   | Pays        | Équipe                             | Temps           |
| 1re | Chloe Hosking              | Australie   | Rally Cycling                      | 2 h 59 min 33 s |
| 2e | Chiara Consonni            | Italie      | Valcar-Travel & Service            | + 0 s           |
| 3e | Lauren Kitchen             | Australie   | FDJ-Nouvelle Aquitaine-Futuroscope | + 0 s           |
| 4e | Gladys Verhulst            | France      | Arkéa Pro Cycling Team             | + 0 s           |
| 5e | Karlijn Swinkels           | Pays-Bas    | Parkhotel Valkenburg               | + 0 s           |
| 6e | Amber van der Hulst        | Pays-Bas    | Parkhotel Valkenburg               | + 0 s           |
| 7e | Blanka Vas                 | Hongrie     | Doltcini-Van Eyck-Proximus         | + 0 s           |
| 8e | Ceylin del Carmen Alvarado | Pays-Bas    | Ciclismo Mundial                   | + 0 s           |
| 9e | Femke Markus               | Pays-Bas    | Parkhotel Valkenburg               | + 0 s           |
| 10e | Alice Barnes               | Royaume-Uni | Canyon-SRAM Racing                 | + 0 s           |

### Points UCI
| Position           | 1er | 2e | 3e | 4e | 5e | 6e | 7e | 8e à 10e |
| Classement général | 40  | 30 | 25 | 20 | 15 | 10 | 5  | 3        |